# Praskovja Bruce

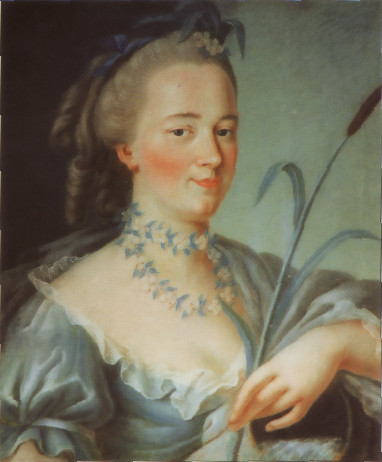
Praskovja Bruce

Praskovja Aleksandrovna Bruce (Прасковья Александровна Брюс) född Rumjantseva 1729, död 1785, var en rysk adelsdam, hovdam till Katarina den stora.
Dotter till marskalk Peter Rumjantsev och gift med greve Jacob Bruce, guvernör i Sankt Petersburg. Bruce var Katarinas hovdam från hennes ankomst till Ryssland 1744 fram till år 1779 och beskrivs som hennes favorit och högra hand och den hon anförtrodde sina privata angelägenheter. 
Hon är känd som Katarinas första "utproverska": enligt legenden provade hon ut Katarinas tilltänkta älskare efter att dessa fått Katarinas intresse och undersökts av läkare - detta är dock inte bekräftat. Bruce spelade en viktig roll för att hjälpa Potemkin att inleda sitt förhållande med Katarina, och agerade då främst medlare. 
År 1779 ertappade Katarina sin favorit Ivan Rimskij-Korsakov otrogen med Bruce, troligen ledd av Potemkins systerdotter Aleksandra von Engelhardt på uppmaning av Potemkin, som blivit osams med Bruce. Detta ledde till att både Bruce och Korsakov förvisades från hovet: deras relation avslutades strax efter, och Bruce började då leva med sin make. Hon ersattes som hovdam av Anna Protasova.   